# Saworytschi
Saworytschi (ukrainisch Заворичі, russisch Заворичи Saworitschi) ist ein Dorf in der ukrainischen Oblast Kiew mit etwa 1900 Einwohnern (2020).

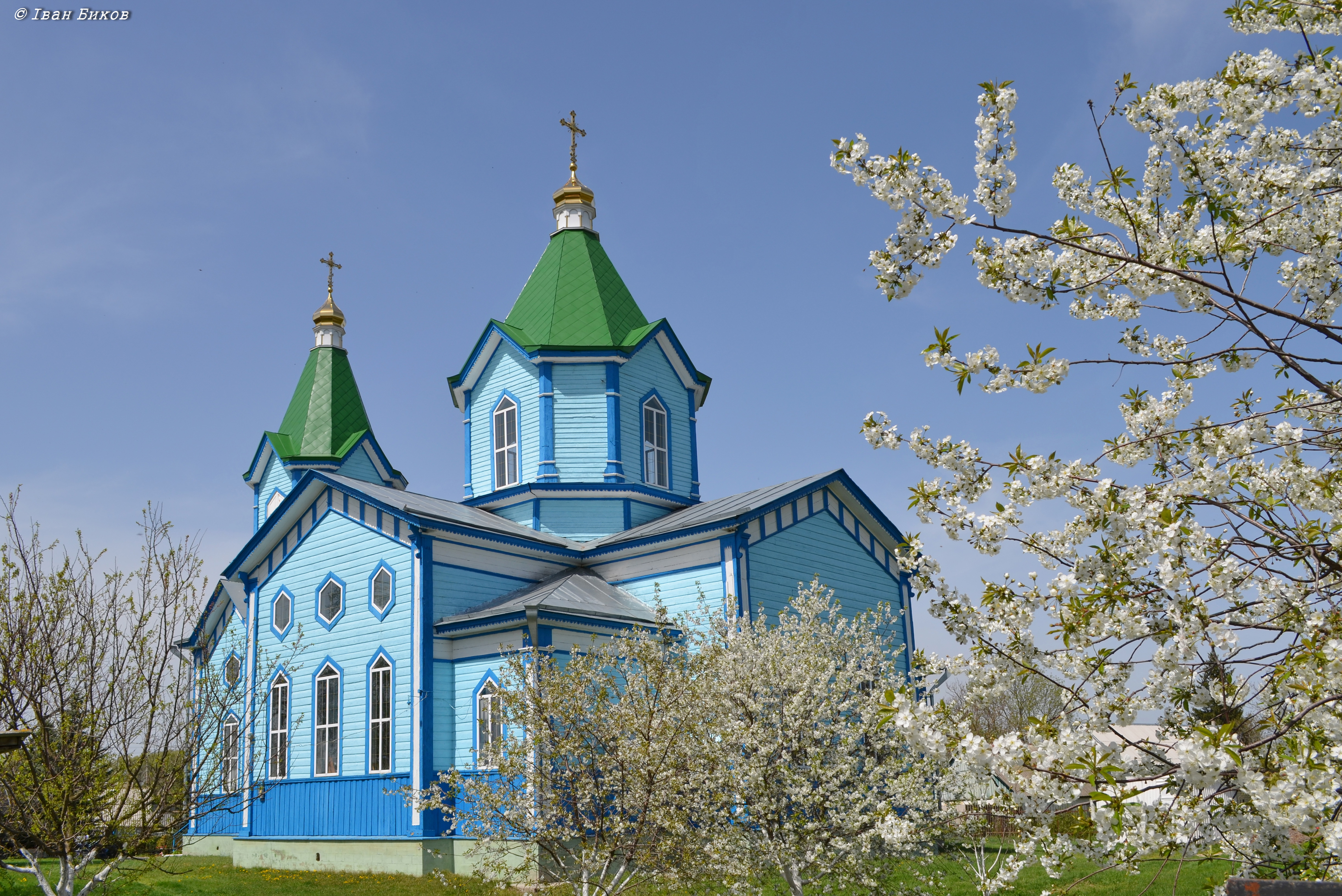
Kirche im Ort

Das 1636 erstmals erwähnte Dorf befindet sich im Osten des Rajon Browary an der Grenze zum Rajon Bobrowyzja der Oblast Tschernihiw, am rechten Ufer des Trubisch 44 km nordöstlich vom Rajonzentrum Browary und 67 km nordöstlich vom Zentrum der Hauptstadt Kiew. Das Dorf besitzt eine Bahnstation an der Bahnstrecke Kiew–Nischyn.
Das Dorf war von den Kriegshandlungen der Schlacht um Kiew (2022) direkt betroffen. Unter anderem wurde die historische Dorfkirche St. Georg zerstört.
Am 18. August 2015 wurde das Dorf ein Teil der neugegründeten Siedlungsgemeinde Kalyta, bis dahin bildete es die gleichnamige Landratsgemeinde Saworytschi (Заворицька сільська рада/Saworyzka silska rada) im Nordosten des Rajons Browary.

## Töchter und Söhne der Gemeinde
- Maxym Wassiljew (* 1990), Radsportler